# Tommy Bamford
Thomas „Tommy” Bamford (ur. 2 listopada 1905, zm. 12 grudnia 1967) – walijski piłkarz, który występował na pozycji napastnika.

## Kariera klubowa
Piłkarską karierę rozpoczął w 1928 w Wrexham, z którym w 1931 sięgnął po Puchar Walii. W sezonie 1933/1934 ustanowił rekord klubowy zdobywając 44 bramki. Jest również rekordzistą klubowym pod względem zdobytych bramek ogółem. W ciągu sześciu lat występów we Wrexham zdobył 175 bramek.
W październiku 1934 przeszedł do Manchesteru United, w którym występował do 1938. W sezonie 1938–1939 grał w Swansea Town. Podczas II wojny światowej występował gościnnie we Wrexham.

## Kariera reprezentacyjna
Bamford w reprezentacji Walii zadebiutował 25 października 1930 w meczu przeciwko Szkocji. W sumie w barwach narodowych wystąpił 5 razy i zdobył jedną bramkę.
| #  | Data                 | Miejsce           | Mecz             | Wynik | Bramki | Rozgrywki                 |
| -- | -------------------- | ----------------- | ---------------- | ----- | ------ | ------------------------- |
| 1. | 25 października 1930 | Ibrox Park        | Szkocja – Walia  | 1:1   |        | British Home Championship |
| 2. | 22 listopada 1930    | Racecourse Ground | Walia – Anglia   | 0:4   |        | British Home Championship |
| 3. | 22 kwietnia 1931     | Racecourse Ground | Walia – Irlandia | 3:2   |        | British Home Championship |
| 4. | 5 grudnia 1931       | Windsor Park      | Irlandia – Walia | 4:0   |        | British Home Championship |
| 5. | 25 maja 1933         | Stade Olympique   | Francja – Walia  | 1:1   |        | mecz towarzyski           |

## Sukcesy
Wrexham
- Puchar Walii (1): 1930/1931